# Tarmen, Ångermanland
Tarmen är en sjö i Örnsköldsviks kommun i Ångermanland och ingår i Nätraåns huvudavrinningsområde. Sjön har en area på 0,314 kvadratkilometer och ligger 242 meter över havet.

## Delavrinningsområde
Tarmen ingår i det delavrinningsområde (702671-161774) som SMHI kallar för Nedlagd mätstation. Medelhöjden är 207 meter över havet och ytan är 28,34 kvadratkilometer. Räknas de 113 avrinningsområdena uppströms in blir den ackumulerade arean 564,57 kvadratkilometer. Avrinningsområdets utflöde Nätraån mynnar i havet. Avrinningsområdet består mestadels av skog (78 procent). Avrinningsområdet har 0,69 kvadratkilometer vattenytor vilket ger det en sjöprocent på 2,4 procent.